# Збигнев Керниковски
Збѝгнев Кернико̀вски (на полски: Zbigniew Kiernikowski) е полски римокатолически духовник, професор по богословие, епископ на Шедлешката епархия (2002 – 2014), епископ на Легнишката епархия от 2014 година. Носител на Ордена на възродена Полша (2009).

## Биография
Збигнев Керниковски е роден на 2 юли 1946 година в село Шамажево, близо до Вжешня, в семейството на Мечислава (с родово име Фурманяк) и Едмунд Керниковски. Получава основно образование в родното си село, след което учи в общообразователния лицей във Вжешня. Продължава образованието си в Познанската политехника, но прекъсва и постъпва в Примасовата висша духовна семинария в Гнезно. През 1971 година е ръкоположен за свещеник и в продължение на една година служи в енория на град Тшемешно. В периода 1972 – 1976 година специализира в Папския библейски институт в Рим. През 1981 година защитава докторска дисертация на тема: „La crescita della comunità – corpo di Cristo. L’identità e il dinamismo della vita cristiana rispecchiate nella dinamica del testo della Lettera ai Colossesi“. Започва работа в Гнезненската семинария, като води лекции по омилетика и библейски предмети. В периода 1982 – 1986 година е заместник-ректор на семинарията. От 1987 година преподава библейска теология и мисиология в Папския Урбански университет в Рим и е ректор на Полския папски институт. В 1991 година започва да води лекции по библейска теология и етика в Папския университет „Свети Тома“ в Рим. През 2000 година се хабилитира в университета „Кардинал Стефан Вишински“ във Варшава, а от 2003 година е професор в Богословския факултет на университета. На 28 март 2002 година е номиниран за шедлешки епископ от папа Йоан Павел II. Приема епископско посвещение (хиротония) на 20 май в базиликата Св. Петър в Рим от кардинал Анджело Содано, арх. Хенрик Мушински, гнезненски митрополит и Ян Мазур, почетен епископ на Шедлешката епархия. Приема канонично епархията на 25 май, а на 7 юни влиза в Шедлешката катедрала като епископ. На 16 април 2014 година папа Франциск го отстранява от поста на шедлешки епископ и го номинира за легнишки епископ. Влиза в Легнишката катедрала като епископ на 28 юни.